# Jeolla do Sul
Jeolla do Sul (em coreano 전라남도; 全羅南道; Jeollanam-do) é uma província da Coreia do Sul, localizada no sudoeste do país. Na anterior forma de transliteração (sistema de McCune-Reischauer): Chŏllanam-do. A forma abreviada do nome é Jeonnam (전남; 全南), anteriormente Chŏnnam.
A província foi criada em 1896, a partir da parte sul da antiga província de Jeolla (전라도; 全羅道; Jeolla-do). Jeolla Sul tem uma área de 11 987 km² e uma população de 2 059 621
habitantes (2002). A capital é a vila de Namak, no condado de Muan (무안군, 務安郡; Muan-gun), na costa oeste da província. Até 2005, a capital da província era a cidade metropolitana de Gwangju (광주광역시; 光州廣域市; Gwangju Gwangyeoksi).

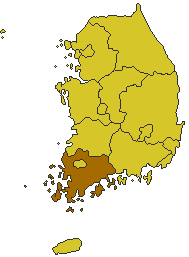
Mapa da Coreia do Sul, com a Jeolla do Sul em destaque.